# La Flèche Wallonne 2024
Der Flèche Wallonne 2024 war die 88. Austragung des belgischen Eintagsrennens. Das Rennen fand am 17. April statt und war Teil der UCI WorldTour 2024.
Bei Schlechtwetter setzte sich der Brite Stephen Williams (Israel-Premier Tech) im Schlussanstieg der Mur de Huy vor Kévin Vauquelin (Arkéa-B&B Hotels) und Maxim Van Gils (Lotto Dstny) durch. Von den 174 Startern erreichten nur 44 das Ziel.

## Teilnehmende Mannschaften und Fahrer
Neben den 18 UCI WorldTeams gingen auch 7 UCI ProTeams bei dem Rennen an den Start. Für jedes Team waren sieben Fahrer startberechtigt, wobei Ben Hermans (Cofidis) das Rennen nicht in Angriff nahm.
Mit Dylan Teuns (Israel-Premier Tech) und Marc Hirschi (UAE Team Emirates) nahmen zwei ehemalige Sieger an der 88. Austragung teil.
Als Favoriten der Startliste galten Thomas Pidcock (Ineos Grenadiers), Mattias Skjelmose Jensen, Andrea Bagioli (beide Lidl-Trek), Juan Ayuso, Marc Hirschi, João Almeida (alle UAE Team Emirates), Ben Healy, Richard Carapaz (beide EF Education-EasyPost), Santiago Buitrago, Pello Bilbao (beide Bahrain Victorious), Alexander Wlassow (beide Bora-hansgrohe), David Gaudu, Valentin Madouas, Romain Grégoire (alle Groupama-FDJ), Dylan Teuns (Israel-Premier Tech), Benoît Cosnefroy (Decathlon AG2R La Mondiale Team), Tiesj Benoot (Team Visma-Lease a Bike), Andreas Kron, Maxim Van Gils (beide Lotto Dstny), Oier Lazkano, Alex Aranburu (Movistar Team), Ilan Van Wilder (Soudal Quick-Step), Michael Matthews, Mauro Schmid (beide Team Jayco AlUla), Kévin Vauquelin (Arkéa-B&B Hotels), Axel Laurance (Alpecin-Decuninck), Andreas Leknessund, Tobias Halland Johannessen (Uno-X Mobility) und Guillaume Martin (Cofidis).
| UCI WorldTeams | UCI WorldTeams                  | UCI WorldTeams | UCI WorldTeams        | UCI WorldTeams | UCI WorldTeams            | UCI ProTeams | UCI ProTeams           |
| -------------- | ------------------------------- | -------------- | --------------------- | -------------- | ------------------------- | ------------ | ---------------------- |
| ADC            | Alpecin-Deceuninck              | EFE            | EF Education-EasyPost | DFP            | Team dsm-firmenich PostNL | BWB          | Bingoal WB             |
| ARK            | Arkéa-B&B Hotels                | GFC            | Groupama-FDJ          | JAY            | Team Jayco AlUla          | EUS          | Euskaltel-Euskadi      |
| AST            | Astana Qazaqstan Team           | IGD            | Ineos Grenadiers      | TVL            | Team Visma-Lease a Bike   | IPT          | Israel-Premier Tech    |
| TBV            | Bahrain Victorious              | IWA            | Intermarché-Wanty     | UAD            | UAE Team Emirates         | LDT          | Lotto Dstny            |
| BOH            | Bora-Hansgrohe                  | LTK            | Lidl-Trek             |                |                           | Q36          | Q36.5 Pro Cycling Team |
| COF            | Cofidis                         | MOV            | Movistar Team         |                |                           | TEN          | TotalEnergies          |
| DAT            | Decathlon AG2R La Mondiale Team | SOQ            | Soudal Quick-Step     |                |                           | UXM          | Uno-X Mobility         |

## Streckenführung
Die Strecke führte über 199,1 Kilometer von Charleroi nach Huy und endete am Ende des Anstiegs der Mur de Huy. Südlich von Namur gelangten die Fahrer in den Ardennen in Richtung Westen, ehe sie nach rund 90 Kilometern den abschließenden Rundkurs erreichten, der sich im Vergleich zum Vorjahr etwas verändert hatte. Dieser wies nun eine Länge von 31,6 Kilometern auf und beinhaltete mit der Côte d’Ereffe und Mur de Huy nur noch zwei Anstiege, da die Côte de Cherave aus dem Programm genommen worden war. Dafür musste der Rundkurs nun vier statt drei Mal befahren werden.
Nachdem die Zielpassage das erste Mal überquert worden war, folgten die Fahrer der N66, ehe sie bei Strée auf die N636 abzweigten. Auf dieser ging es nun bergab nach Pont-de-Bonne. Nach einem kurzen Flachstück wurde die Côte d’Ereffe in Angriff genommen, die auf einer Länge von 2,1 Kilometern eine durchschnittliche Steigung von 5 % aufwies. Bei Marchin folgte eine weitere Abfahrt, ehe es entlang der N641 nach Huy ging. Der Schlussanstieg der Mur de Huy wies auf einer Länge von 1,3 Kilometern eine durchschnittliche Steigung von 9,6 % auf, wobei maximale Steigungsprozente von bis zu 19 % erreicht wurden.
| # |               | km    | Höhe (m) | Länge (km) | Ø Steigung |
| - | ------------- | ----- | -------- | ---------- | ---------- |
| 1 | Côte d’Yvoir  | 43,2  | 216      | 3,1        | 5,1 %      |
| 2 | Côte d’Ereffe | 91,2  | 258      | 2,1        | 5 %        |
| 3 | Mur de Huy    | 104,1 | 204      | 1,3        | 9,6 %      |
|   | Zielpassage 1 | 104,1 | 204      | 1,3        | 9,6 %      |
| 4 | Côte d’Ereffe | 122,9 | 258      | 2,1        | 5 %        |
| 5 | Mur de Huy    | 135,8 | 204      | 1,3        | 9,6 %      |
|   | Zielpassage 2 | 135,8 | 204      | 1,3        | 9,6 %      |
| 6 | Côte d’Ereffe | 154,6 | 258      | 2,1        | 5 %        |
| 7 | Mur de Huy    | 167,5 | 204      | 1,3        | 9,6 %      |
|   | Zielpassage 3 | 167,5 | 204      | 1,3        | 9,6 %      |
| 8 | Côte d’Ereffe | 186,2 | 258      | 2,1        | 5 %        |
| 9 | Mur de Huy    | 199,1 | 204      | 1,3        | 9,6 %      |
|   | Ziel          | 199,1 | 204      | 1,3        | 9,6 %      |

## Rennverlauf und Ergebnis
Die 88. Austragung des Flèche Wallonne wurde maßgeblich vom schlechten Wetter beeinflusst. Kurz nachdem das Rennen freigegeben worden war, bildete sich eine sechs Fahrer umfassende Ausreißergruppe, in der Lilian Calmejane (Intermarché-Wanty), Igor Tschschan (Astana Qazaqstan), Alan Jousseaume (TotalEnergies), James Whelan (Q36.5), Txomin Juaristi (Euskaltel-Euskadi) und Johan Meens (Bingoal WB) vertreten waren. Die Spitzengruppe fuhr einen maximalen Vorsprung von rund vier Minuten heraus, während die Mannschaften Lidl-Trek, EF Education-EasyPost und Ineos Grenadiers die Nachführarbeit im Hauptfeld übernahmen.
Rund 100 Kilometer vor dem Ziel, wenige Kilometer vor der ersten Auffahrt der Mur de Huy, begann es bei den ohnehin niedrigen Temperaturen zu regnen, wodurch die ersten Fahrer abgehängt wurden. Mit Igor Tschschan, Johan Meens und Alan Jousseaume fielen drei Fahrer aus der Fluchtgruppe zurück, deren Vorsprung nun rapide abnahm. Im Anstieg der Côte d’Ereffe hatten mit Alexander Wlassow (Bora-hansgrohe), David Gaudu (Groupama-FDJ), Santiago Buitrago (Bahrain Victorious) und Michael Matthews (Jayco AlUla) mehrere bekannte Fahrer Probleme dem Hauptfeld zu folgen, in dem nun die EF Education-EasyPost-Mannschaft das Tempo forciert hatte. Nachdem die Ausreißer rund 70 Kilometer vor dem Ziel eingeholt worden waren, gerieten immer mehr Fahrer in Schwierigkeiten und so verloren unter anderen auch Thomas Pidcock (Ineos Grenadiers), Mattias Skjelmose Jensen (Lidl-Trek) und Marc Hirschi (UAE Team Emirates) in der zweiten Auffahrt der Mur de Huy den Kontakt zum Hauptfeld, in dem nur noch rund 40 Fahrer verblieben waren.
Rund 60 Kilometer vor dem Ziel griff der Däne Søren Kragh Andersen (Alpecin-Deceuninck) an und setzte sich als Solist vom Hauptfeld ab. Dahinter versuchte Markus Hoelgaard (Uno-X Mobility) die Lücke als Solist zu schließen, was ihm jedoch nicht gelang. Während es im Peloton immer wieder zu Angriffen kam, konnte sich Søren Kragh Andersen weiter absetzen und ging mit einem Vorsprung von mehr als einer Minute auf die letzte Runde. Dahinter forcierte Stephen Williams (Israel-Premier Tech) das Tempo im Anstieg der Mur de Huy und setzte sich gemeinsam mit Richard Carapaz (EF Education-EasyPost), Santiago Buitrago (Bahrain Victorious), Kévin Vauquelin (Arkéa-B&B Hotels) und Maxim Van Gils (Lotto Dstny) vom Hauptfeld ab. Die Gruppe ließ sich jedoch 18 Kilometer vor dem Ziel vom verbliebenen Fahrerfeld einholen, in dem die Uno-X Mobility Mannschaft die Nachführarbeit übernommen hatte. Unterdessen hatte auch Søren Kragh Andersen den Großteil seines Vorsprungs eingebüßt und wurde 15 Kilometer vor dem Ziel in der letzten Auffahrt der Côte d’Ereffe gestellt.
Die Entscheidung fiel im Schlussanstieg der Mur de Huy. Rund 300 Meter vor dem Ziel griff Stephen Wiliams an und konnte rasch eine kleine Lücke herausfahren. 200 Meter vor dem Ziel trat auch Kévin Vauquelin an, kam jedoch nicht mehr an das Hinterrad des Briten heran, der zum ersten Mal ein Eintagesrennen der UCI WorldTour gewann. Im Kampf um Platz drei setzte sich Maxim Van Gils vor Benoît Cosnefroy (Decathlon AG2R La Mondiale) und Santiago Buitrago durch. Nur 44 Fahrer erreichten das Ziel.
| Platz | Fahrer                     | Nation | Team                            | Zeit                   |
| ----- | -------------------------- | ------ | ------------------------------- | ---------------------- |
| 01.   | Stephen Williams           | GBR    | Israel-Premier Tech             | 4:40:24 h (42,49 km/h) |
| 02.   | Kévin Vauquelin            | FRA    | Arkéa-B&B Hotels                | "                      |
| 03.   | Maxim Van Gils             | BEL    | Lotto Dstny                     | + 0:03 min             |
| 04.   | Benoît Cosnefroy           | FRA    | Decathlon AG2R La Mondiale Team | "                      |
| 05.   | Santiago Buitrago          | COL    | Bahrain Victorious              | "                      |
| 06.   | Tobias Halland Johannessen | NOR    | Uno-X Mobility                  | + 0:10 min             |
| 07.   | Romain Grégoire            | FRA    | Groupama-FDJ                    | "                      |
| 08.   | Dorian Godon               | FRA    | Decathlon AG2R La Mondiale Team | "                      |
| 09.   | Tiesj Benoot               | BEL    | Team Visma-Lease a Bike         | "                      |
| 10.   | Guillaume Martin           | FRA    | Cofidis                         | "                      |

## Vergabe der UCI-Punkte
Der Flèche Wallonne 2024 war Teil der UCI WorldTour 2024. Nach dem Rennen wurden UCI-Punkte vergeben, die sich auf die Platzierung der Fahrer und Mannschaften im UCI Ranking auswirkten. Die Punktevergabe erfolgte nach folgendem Schlüssel:
| Platzierung  | 1.  | 2.  | 3.  | 4.  | 5.  | 6.  | 7.  | 8.  | 9. | 10. | Anmerkung                               |
| ------------ | --- | --- | --- | --- | --- | --- | --- | --- | -- | --- | --------------------------------------- |
| Tageswertung | 400 | 320 | 260 | 220 | 180 | 140 | 120 | 100 | 80 | 68  | gestaffelt bis zum 60. Platz (2 Punkte) |